# ナースジョブ
ナースジョブは札幌市に本社を置く、株式会社メディカルジョブセンターが運営する厚生労働大臣許可の看護師求人サイト。

## 概要
サイト開設日は2009年。
ナースジョブ開設当初は北海道に特化した求人サイトだったが、翌2010年には神戸に支社を開設し、兵庫版のナースジョブも存在した。
その後、広島、東京、福岡などの主要都市に拠点を開設し、2012年には全国版のナースジョブに統合された。
商標登録番号 5579163 登録日2013年5月2日
他に同社が運営する姉妹サイトでファーマジョブ、ケアジョブが存在する。